# Typ E (tramwaje w Timișoarze)
Typ E tramwajów w Timișoarze – niewielka seria wagonów tramwajowych doczepnych produkcji austro-węgierskiej. Trzy wagony powstały w okresie I wojny światowej w należącym obecnie do Rumunii mieście Timișoara. W 1922 r. doczepy oznaczono jako typ E.

## Historia
W związku z wzrastającą liczbą przewożonych pasażerów ówczesne przedsiębiorstwo Temesvári Villamos Városi Vasút (TVVV) zbudowało w latach 1914, 1915 i 1916 w swoich własnych warsztatach trzy doczepy (węg. Pótkocsi). Wagony otrzymały numery taborowe 01, 02 oraz 03, cyfrę 0 wykorzystano w celu odróżnienia doczep od tramwajów typu A, noszących numery od 1 do 17. Wagony nr 01–03 były drugimi po tramwajach Spiering z 1869 r. wagonami doczepnymi w Timișoarze. W 1919 r. na krótko stały się jedynymi doczepami eksploatowanymi w ruchu liniowym – wraz z pierwszymi przebudowanymi egzemplarzami tramwajów A, z których w 1919 r. wymontowano silniki, powstał drugi typ wagonów doczepnych.
Wagony doczepne nr 01, 02 oraz 03 łączone były w składy z 26 wagonami typu B; nie ma jednak potwierdzonych informacji, że kursowały również w składach z wagonami typu A. Od 1921 r. doczepy łączono z wagonami silnikowymi typu D, a od 1922 r. także z tramwajami typu DII.
Doczepy nr 01–03 były pierwszymi tramwajami wyprodukowanymi w warsztatach sieci tramwajowej w Timișoarze: rozpoczęły one długą tradycję, która zakończyła się w 1990 r. wraz z wyprodukowaniem ostatnich egzemplarzy wagonów Timiș2. W 1925 r. zakończono eksploatację wszystkich trzech wagonów tej niewielkiej serii, a następnie zezłomowano je. W ruchu liniowym zostały one zastąpione przez 14 wyprodukowanych w latach 1922-1926 doczep typu C.

## Dostawy
W latach 1914–1916 wyprodukowano 3 wagony tego typu.
| Państwo        | Miasto         | Lata dostaw    | Liczba | Numery taborowe |  |  |
| -------------- | -------------- | -------------- | ------ | --------------- |  |  |
| Austro-Węgry   | Timișoara      | 1914–1916      | 3      | 01–03           |  |  |
| Łączna liczba: | Łączna liczba: | Łączna liczba: | 3      |                 |  |  |